# Charles Vanhoutte
Charles Vanhoutte, né le 16 septembre 1998 à Courtrai en Belgique, est un footballeur belge qui joue au poste de milieu central à l'Union Saint-Gilloise.

## Biographie

### En club
Né à Courtrai en Belgique, Charles Vanhoutte est notamment formé par le KSC Wielsbeke et le SV Zulte Waregem avant de poursuivre sa formation au Cercle Bruges. C'est avec ce club qu'il fait ses débuts en professionnel, jouant son premier match le 14 mai 2019, lors d'une rencontre de championnat face au Royal Excel Mouscron. Il entre en jeu à la place de Naomichi Ueda ce jour-là, et son équipe s'incline sur le score de trois buts à zéro.
Le 1er septembre 2019, Vanhoutte est prêté pour une saison à l'AFC Tubize.
De retour au Cercle Bruges à la fin de son prêt, Vanhoutte s'impose dans l'équipe première, devenant un joueur régulier du onze de départ. Il est récompensé en décembre 2020 par un nouveau contrat avec le Cercle. Il est alors lié au club jusqu'en juin 2023. Le 18 avril 2021, lors d'une rencontre de championnat contre le KV Ostende, il commence pour la première fois un match en officiant comme capitaine du Cercle Bruges, en raison notamment de l'absence de Jérémy Taravel. Les deux équipes se neutralisent ce jour-là (1-1 score final),. Et pour sa première saison pleine avec les Groen-Zwart, il est élu joueur de la saison par les supporters du club. Lors de l'été 2021, il est nommé nouveau capitaine par l'entraîneur Yves Vanderhaeghe.
Le 22 juin 2023, il signe un contrat avec l'Union Saint-Gilloise jusqu'en juin 2027.
Vanhoutte joue son premier match pour l'Union Saint-Gilloise le 28 juillet 2023, lors de la première journée de la saison 2023-2024, contre le RSC Anderlecht. Il est titularisé et son équipe s'impose (2-0 score final). Il remporte la coupe de Belgique, étant titulaire lors de la finale qui a lieu le 9 mai 2024 face au Royal Antwerp FC. Son équipe s'impose par un but à zéro ce jour-là,.

## Statistiques

### En club
| Saison                | Club                  | Championnat           | Championnat | Championnat | Championnat | Coupe(s) nationale(s) | Coupe(s) nationale(s) | Coupe(s) nationale(s) | Supercoupe | Supercoupe | Supercoupe | Compétition(s) continentale(s) | Compétition(s) continentale(s) | Compétition(s) continentale(s) | Compétition(s) continentale(s) | Autres compétitions | Autres compétitions | Autres compétitions | Autres compétitions | Total | Total | Total |
| Saison                | Club                  | Division              | M.          | B.          | P.d.        | M.                    | B.                    | P.d.                  | M.         | B.         | P.d.       | Comp.                          | M.                             | B.                             | P.d.                           | Comp.               | M.                  | B.                  | P.d.                | M.    | B.    | P.d.  |
| 2019-2020             | AFC Tubize (prêt)     | Nationale 1           | 16          | 0           | 0           | -                     | -                     | -                     | -          | -          | -          | -                              | -                              | -                              | -                              | -                   | -                   | -                   | -                   | 16    | 0     | 0     |
| 2018-2019             | Cercle Bruges KSV     | Division 1A           | 0           | 0           | 0           | -                     | -                     | -                     | -          | -          | -          | -                              | -                              | -                              | -                              | PO2                 | 2                   | 0                   | 0                   | 2     | 0     | 0     |
| 2020-2021             | Cercle Bruges KSV     | Division 1A           | 28          | 0           | 1           | 2                     | 0                     | 0                     | -          | -          | -          | -                              | -                              | -                              | -                              | -                   | -                   | -                   | -                   | 30    | 0     | 1     |
| 2021-2022             | Cercle Bruges KSV     | Division 1A           | 31          | 1           | 0           | 2                     | 0                     | 0                     | -          | -          | -          | -                              | -                              | -                              | -                              | -                   | -                   | -                   | -                   | 33    | 1     | 0     |
| 2022-2023             | Cercle Bruges KSV     | Division 1A           | 29          | 1           | 3           | 1                     | 0                     | 0                     | -          | -          | -          | -                              | -                              | -                              | -                              | PO2                 | 3                   | 0                   | 0                   | 33    | 1     | 3     |
| Sous-total            | Sous-total            | Sous-total            | 88          | 2           | 4           | 5                     | 0                     | 0                     | -          | -          | -          | -                              | -                              | -                              | -                              | -                   | 5                   | 0                   | 0                   | 98    | 2     | 4     |
| 2023-2024             | Union Saint-Gilloise  | Division 1A           | 29          | 0           | 3           | 5                     | 0                     | 0                     | -          | -          | -          | C3+C4                          | 7+3                            | 0+0                            | 0+0                            | PO1                 | 10                  | 1                   | 0                   | 54    | 1     | 3     |
| 2024-2025             | Union Saint-Gilloise  | Division 1A           | 24          | 1           | 3           | 2                     | 0                     | 0                     | 1          | 0          | 0          | C1+C3                          | 2+8                            | 0+0                            | 0+2                            | PO1                 | 9                   | 0                   | 4                   | 46    | 1     | 9     |
| 2025-2026             | Union Saint-Gilloise  | Division 1A           | 4           | 0           | 1           | -                     | -                     | -                     | 1          | 0          | 0          | -                              | -                              | -                              | -                              | -                   | -                   | -                   | -                   | 5     | 0     | 1     |
| Sous-total            | Sous-total            | Sous-total            | 57          | 1           | 7           | 7                     | 0                     | 0                     | 2          | 0          | 0          | -                              | 20                             | 0                              | 2                              | -                   | 19                  | 1                   | 4                   | 105   | 2     | 13    |
| Total sur la carrière | Total sur la carrière | Total sur la carrière | 161         | 3           | 11          | 12                    | 0                     | 0                     | 2          | 0          | 0          | -                              | 20                             | 0                              | 2                              | -                   | 24                  | 1                   | 4                   | 219   | 4     | 17    |

## Palmarès

### En club
|  |  | Union Saint-Gilloise - Championnat de Belgique (1) : - Champion : 2025. - Vice-champion : 2024. - Coupe de Belgique (1) : - Vainqueur : 2024. - Supercoupe de Belgique (1) : - Vainqueur : 2024. - Finaliste : 2025. |